# José María Medrano
José María Medrano (Guadalajara, 1806-Guadalajara, 1863) fue un político español, diputado a Cortes durante el reinado de Isabel II y alcalde de Guadalajara.

## Biografía
Nacido el 26 de agosto de 1806 en Guadalajara, durante el reinado de Isabel II fue diputado por la provincia de Guadalajara en 1853 y en las Cortes constituyentes de 1854. Descrito como «acaudalado propietario, progresista templado», ocupó también el cargo de alcalde de Guadalajara hacia finales de la década de 1850. Falleció el 18 de julio de 1863 en Guadalajara.